# 12 калибр
12 калибр (12 gauge) — в настоящее время самый распространённый гладкоствольный калибр. Используется для спортивно-тренировочной и развлекательной стрельбы, самообороны и охоты.

## Описание
Общим достоинством патронов 12 калибра является сочетание низкой стоимости и высокой мощности.
Патроны выпускаются различными производителями, в значительном количестве вариантов снаряжения, которые значительно отличаются друг от друга по своим характеристикам и качеству.
Наибольшее распространение получили патроны, снаряжённые картечью и снаряжённые дробью.
Также выпускаются пулевые патроны, снаряжённые литой сферической пулей, например, пулей Фостера, пулей Бреннеке, пулей Полева.
Охотники и спортсмены нередко самостоятельно переснаряжают патроны 12 калибра.

## Варианты исполнения
- 12х70 мм — стандартный патрон
- 12х76 мм «Магнум»
- 12х89 мм «Супер Магнум»

## Оружие, использующее 12 калибр
К оружию, использующему 12 калибр, относится абсолютное большинство существующих гладкоствольных ружей и карабинов.
Наиболее известные производители оружия 12 калибра:
- Benelli
- Beretta
- Mossberg
- Remington
- Winchester
- Ижмаш
- Ижмех